# Ansibl
Ansibl (ang. ansible) – fikcyjna maszyna umożliwiająca natychmiastową komunikację (z prędkością większą niż światło). Urządzenie to używane jest w powieściach i opowiadaniach fantastycznonaukowych. Nazwa pochodzi ze skrócenia słowa answerable (ang. umożliwiający odpowiedź).

## Historia
Urządzenia tego typu zostały opisane w utworach science fiction w latach 50., np. podobne funkcje miała maszyna zwana „interocitor” w powieści This Island Earth z 1952 roku Raymonda F. Jonesa (ekranizacja 1955), a także urządzenie opisane jako „Dirac Communicator”, który pojawił się w opowiadaniu Beep Jamesa Blisha z 1954.
Niemniej nazwę wymyśliła i szczegóły działania urządzenia opisała amerykańska pisarka, Ursula K. Le Guin. Nazwa urządzenia pojawia po raz pierwszy w powieści Świat Rocannona (wyd. 1966), natomiast w powieści Wydziedziczeni poznajemy twórcę ansibla, genialnego fizyka Szeveka (Sheveka), żyjącego na komunistyczno-anarchistycznej planecie Anarres. Dodatkowe dane dotyczące działania ansibla znaleźć można w innych powieściach autorki: Słowo „las” znaczy „świat”, Lewa ręka ciemności: np. jednym z punktów, na którym znajduje się ansibl, musi być obiekt o dużej grawitacji, drugi może być przenośny, poza tym urządzenie nie działa na zasadzie nadawania fal radiowych ani żadnej innej formy energii. Zasada działania ansibla jest pod pewnymi względami analogiczna do grawitacji.
Po Ursuli Le Guin terminu „ansibl” i idei komunikacji natychmiastowej używało wielu innych autorów, m.in.: Vernor Vinge, Dan Simmons, Elizabeth Moon, Kim Stanley Robinson, Remigiusz Mróz.
Ansibl został użyty jako istotny element fabularny przez Orsona Scotta Carda w cyklu powieści o Enderze, gdzie filoty, najbardziej podstawowe (fikcyjne) cząstki wszechświata, tworzą sieć, w której energia (w tym wypadku informacje) przemieszczają się w czasie krótszym, niż najkrótszy odcinek czasu. Królowe Kopców – kierujące społeczeństwami robali – za ich pomocą myślały i przekazywały rozkazy podległym im jednostkom. W sieci ansibli narodziła się niematerialna istota myśląca o imieniu Jane, powstała dzięki ingerencji Królowej Kopca w grę fantasy, stworzoną przez Międzynarodową Flotę do szkolenia kadetów, a wykorzystywaną przez Królową do nawiązania kontaktu z Enderem. Komunikacja via ansibl jest w powieściach Carda ważnym narzędziem budującym dramaturgię, a Jane – pełnoprawnym bohaterem akcji, przedstawianym wręcz jako jedyny przedstawiciel czwartego gatunku rozumnego.